# Giacomo Oreglia
Giacomo Stefano Oreglia (né le 23 juin 1924 à Mondovì et mort le 12 novembre 2007 à Stockholm) est un écrivain, poète, essayiste, éditeur, scénariste et traducteur italien de littérature suédoise en langue italienne.
Dans la nécrologie de sa ville natale, il est décrit comme l'un des principaux médiateurs culturels entre l'Italie et la Suède.

## Biographie
En 1948, Giacomo Oreglia soutient une thèse de un doctorat de philosophie à l'université de Turin. Il obtient ensuite une bourse d'études et se rend à Stockholm où il s(installe définitivement.
Jusqu'en 1983, Giacomo Oreglia est professeur d'histoire littéraire et théâtrale italienne à l’institut culturel italien à Stockholm. Ensuite, il rejoint l'université de Stockholm.
Il est fait docteur honoris causa de l'université de Stockholm en 1974. Pour la traduction du recueil de poésie Dikter, de l’écrivain Johannes Edfelt (de), il reçoit le prix Monselice (it) en 1979. En 2004, il obtient un prix d'hommage pour ses 80 ans de l'Académie suédoise,.

## Œuvre
Par l’intermédiaire de la maison d'édition Italica, établie à Stockholm, dont Giacomo Oreglia est fondateur et directeur, il a introduit les textes des principaux poètes italiens dans les pays scandinaves. Il a notamment édité, et ainsi présenté aux Suédois, certains traduits par le secrétaire général permanent de l'Académie royale de Suède, l'italianiste Anders Oesterling, des œuvres de Salvatore Quasimodo et Eugenio Montale, auteurs qui ont reçu ultérieurement le prix Nobel de littérature.
Dans l'autre direction, Giacomo Oreglia a traduit des œuvres en italien dont notamment August Strindberg, Gunnar Ekelöf, Erik Lindegren, Eyvind Johnson, Harry Martinson, Lars Forssell et Tomas Tranströmer.
Son œuvre comprend des dizaines de livres, dont les plus connus sont peut-être Commedia dell'arte et l'édition commentée de La Divine Comédie (Den gudomliga komedin), Tommaso Campanella, La Vie et l'œuvre de Dante Alighieri (Dante. Liv, verk och samtid'), Dante Anarca et ses six maîtres (Dante Anarca e i suoi sei maestri), Rome brûle (Roma brucia! : Rom brinner!) et l'anthologie de Poésie suédoise.

### Dante
- (sv) Giacomo Oreglia et Ingemar Boström, Dante. Liv, verk och samtid, Stockholm, Carlsson, 1991 (ISBN 91-7798-383-1)
- (sv) Dante. Liv, verk och samtid, Stockholm, Hjalmarson & Högberg Bokförlag, 2004, 3e éd., 766 p. (ISBN 978-91-89660-51-9, présentation en ligne).
- (sv) Giacomo Oreglia, Britt-Marie Dehn et Sven Ljungberg, Roma brucia! : Rom brinner!, Stockholm, Almlöf, 1997 (ISBN 91-88712-12-5).
- (sv) Dante Alighieri, Giacomo Oreglia (introduction et commentaires), Åke Ohlmarks (traducteur) et Bertil Porsfelt (illustration), Den gudomliga komedin (3 volumes), Stockholm, Forum, coll. « Forumbiblioteket », 1966-1969.
- (it) Giacomo Oreglia, Walter Valentini (cinq dessins) et Mario Luzi (présentation), Dante anarca e i suoi sei maestri : un poemetto, vol. 31, Pesaro, Ed. delle Pergola, 1990 — Édition bilingue en suédois et italien :
- (sv) Giacomo Oreglia, Ingemar Boström (introduction et commentaire) et Mario Luzi (introduction), Dante anarken och hans sex mästare = Dante anarca e i suoi sei maestri : på italienska & svenska /, vol. 69, Stockholm, Carlsson, 1993 (ISBN 91-7798-614-8)

### Commedia dell'arte
En 1964, Giacomo Oreglia publie une monographie sur la commedia dell'arte : elle paraît d'abord comme une transcription d'une émission radiophonique :
- La Commedia dell'arte : italiensk språkkurs i radio 1961-1962, Stockholm, Sveriges radio, [Seelig], 1961, 146 p.
- (sv) Giacomo Oreglia et Inga Estrabaut (traducteur), Commedia dell'arte, Stockholm, Bonnier, coll. « Bonniers lilla kulturhistoriska », 1964, 150 p. (SUDOC 101240384). — Nouvelle édition en 1971

Elle est ensuite traduite en anglais :
- (en) Giacomo Oreglia et Evert Sprinchorn (introduction), The Commedia dell'Arte, New York, First Dramabook edition, mars 1968, 158 p. (SUDOC 116491388).
- (en) Giacomo Oreglia, Lovett F. Edwards (traduction) et Evert Sprinchorn (introduction), The Commedia dell'Arte, Londres, Methuen, 1968, xviii+158 (SUDOC 011225602).

### Autres biographies
- (sv) Giacomo Oreglia, Ingrid Weström et Paul Enoksson (traduction) et Lars Forssell (préface), Tommaso Campanella : liv, verk & samtid, Stockholm, Ordfront, 1984, 200 p. (ISBN 91-7324-180-6). — 2e édition, Stockholm, Hjalmarson & Högberg, coll. « Cultura viva », 2003, 388 p. (ISBN 91-89080-87-4).
- (it) Giacomo Oreglia, Bergman, Ingmar : Sei film, Turin, Einaudi, coll. « Saggi (Torino) », 1979, 320 p..

### Poésie suédoise
- (it) Giacomo Oreglia (sélection) et Salvatore Quasimodo (préface), Poesia svedese, Stockholm, Italica, coll. « Biblioteca di cultura. Collana di poesia svedese », 1958, 226 p. (ISBN 91-7324-180-6).